# Mistrovství Evropy v basketbalu žen 2003
29. mistrovství Evropy v basketbalu žen proběhlo v dnech 19. – 28. září v roce 2003 v řeckých městech Pyrgos, Amaliada a Patra.
Turnaje se zúčastnilo 12 týmů, rozdělených do dvou šestičlenných skupin. První čtyři družstva postoupila do Play off. Mistrem Evropy se stalo družstvo Ruska.

## Výsledky a tabulky

### Skupina A
|    |             | CZE    | POL   | FRA   | SMN    | GRE   | ISR    | V | P | Skóre   | B  |
| 1. | Česko       | ***    | 76:71 | 85:73 | 80:68  | 90:57 | 104:67 | 5 | 0 | 435:336 | 10 |
| 2. | Polsko      | 71:76  | ***   | 66:79 | 70:60  | 66:49 | 80:45  | 3 | 2 | 353:309 | 8  |
| 3. | Francie     | 73:85  | 79:66 | ***   | 68:70  | 75:70 | 91:55  | 3 | 2 | 386:346 | 8  |
| 4. | Srbsko a ČH | 68:80  | 60:70 | 70:68 | ***    | 72:67 | 104:67 | 3 | 2 | 374:352 | 8  |
| 5. | Řecko       | 57:90  | 49:66 | 70:75 | 67:72  | ***   | 78:52  | 1 | 4 | 321:362 | 6  |
| 6. | Izrael      | 67:104 | 45:80 | 55:91 | 67:104 | 59:78 | ***    | 0 | 5 | 293:457 | 5  |

 Francie -  Izrael 91:55 (26:7, 43:27, 68:48)
19. září 2003 (16:30) – Pyrgos
 Česko -  Řecko 90:57 (22:14, 49:29, 70:45)
19. září 2003 (19:00) – Pyrgos
 Polsko -  Srbsko a Černá Hora 70:60 (20:16, 33:29, 53:46)
19. září 2003 (21:30) – Pyrgos
 Srbsko a Černá Hora -  Francie 70:68 (25:10, 40:27, 54:50)
20. září 2003 (16:30) – Pyrgos
 Polsko -  Řecko 66:49 (17:12, 31:31, 54:43)
20. září 2003 (19:00) – Pyrgos
 Česko -  Izrael 104:67 (26:21, 53:39, 79:57)
20. září 2003 (21:30) – Pyrgos
 Česko -  Srbsko a Černá Hora 80:68 (17:19, 44:36, 70:56)
21. září 2003 (16:30) – Pyrgos
 Řecko -  Izrael 78:59 (28:13, 49:26, 59:52)
21. září 2003 (19:00) – Pyrgos
 Francie -  Polsko 79:66 (31:22, 47:43, 64:56)
21. září 2003 (21:30) – Pyrgos
 Polsko -  Izrael 80:45 (22:11, 37:28, 63:38)
23. září 2003 (16:30) – Pyrgos
 Srbsko a Černá Hora -  Řecko 72:67 (21:17, 39:32, 58:54)
23. září 2003 (19:00) – Pyrgos
 Česko -  Francie 85:73 (23:25, 38:38, 66:53)
23. září 2003 (21:30) – Pyrgos
 Srbsko a Černá Hora - Izrael 104:67 (27:21, 49:36, 78:48)
24. září 2003 (16:30) – Pyrgos
 Francie -  Řecko 75:70 (16:18, 34:31, 52:49)
24. září 2003 (19:00) – Pyrgos
 Česko -  Polsko 76:71 (15:19, 33:29, 56:53)
24. září 2003 (21:30) – Pyrgos

### Skupina B
|    |           | ESP   | RUS   | SVK   | BEL   | HUN   | UKR   | V | P | Skóre   | B  |
| 1. | Španělsko | ***   | 64:61 | 71:47 | 77:62 | 71:59 | 76:71 | 5 | 0 | 359:300 | 10 |
| 2. | Rusko     | 61:64 | ***   | 72:80 | 76:56 | 65:55 | 74:53 | 3 | 2 | 348:308 | 9  |
| 3. | Slovensko | 47:71 | 80:72 | ***   | 90:82 | 55:61 | 73:54 | 3 | 2 | 345:340 | 8  |
| 4. | Belgie    | 62:77 | 56:76 | 82:90 | ***   | 72:67 | 83:67 | 2 | 3 | 355:377 | 7  |
| 5. | Maďarsko  | 59:71 | 55:65 | 61:55 | 67:72 | ***   | 57:56 | 2 | 3 | 299:319 | 7  |
| 6. | Ukrajina  | 71:76 | 53:74 | 54:73 | 67:83 | 56:57 | ***   | 0 | 5 | 301:363 | 5  |

 Maďarsko -  Ukrajina 57:56 (16:13, 25:21, 44:39)
19. září 2003 (16:30) – Amaliada
 Španělsko -  Belgie 77:62 (15:11, 40:22, 60:42)
19. září 2003 (19:00) – Amaliada
 Slovensko -  Rusko 80:72 (16:20, 42:42, 57:67)
19. září 2003 (21:30) – Amaliada
 Belgie -  Maďarsko 72:67 (22:21, 35:37, 52:51)
20. září 2003 (16:30) – Amaliada
 Španělsko -  Slovensko 71:47 (17:11, 38:18, 55:31)
20. září 2003 (19:00) – Amaliada
 Rusko -  Ukrajina 74:53 (25:15, 37:31, 58:47)
20. září 2003 (21:30) – Amaliada
 Rusko -  Belgie 76:56 (21:17, 37:27, 55:40)
21. září 2003 (16:30) – Amaliada
 Španělsko -  Maďarsko 71:59 (16:21, 33:28, 49:46)
21. září 2003 (19:00) – Amaliada
 Slovensko -  Ukrajina 73:54 (29:10, 37:28, 53:44)
21. září 2003 (21:30) – Amaliada
 Slovensko -  Belgie 90:82 (28:15, 44:35, 66:50)
23. září 2003 (16:30) – Amaliada
 Španělsko -  Ukrajina 76:71 (21:15, 37:38, 59:53)
23. září 2003 (19:00) – Amaliada
 Rusko -  Maďarsko 65:55 (17:18, 37:39, 52:48)
23. září 2003 (21:30) – Amaliada
 Belgie -  Ukrajina 83:67 (20:17, 36:32, 58:47)
24. září 2003 (16:30) – Amaliada
 Španělsko -  Rusko 64:61 (21:18, 37:38, 53:50)
24. září 2003 (19:00) – Amaliada
 Maďarsko -  Slovensko 61:55 (14:5, 27:22, 42:47)
24. září 2003 (21:30) – Amaliada

### Play off

#### Čtvrtfinále
Polsko -  Slovensko 78:61 (22:14, 41:22, 53:40)
26. září 2003 (15:00) – Patra
 Česko -  Belgie 98:62 (27:20, 45:36, 76:51)
26. září 2003 (17:15) – Patra
 Rusko -  Francie 79:66 (15:19, 36:31, 62:46)
26. září 2003 (19:30) – Patra
 Španělsko - Srbsko a Černá Hora 76:64 (13:17, 28:38, 53:51)
26. září 2003 (21:45) – Patra

#### Semifinále
Česko -  Polsko 74:66 (16:21, 35:40, 56:51)
27. září 2003 (19:30) – Patra
 Rusko -  Španělsko 78:71 (25:12, 40:35, 61:44)
26. září 2003 (21:45) – Patra

#### Finále
Rusko -  Česko 59:56 (15:6, 34:22, 46:42)
28. září 2003 (20:00) – Patra

#### O 3. místo
Španělsko -  Polsko 87:81 (14:29, 35:49, 56:71)
28. září 2003 (17:45) – Patra

#### O 5. - 8. místo
Belgie -  Slovensko 86:80 (22:20, 45:40, 65:60)
27. září 2003 (15:00) – Patra
 Francie -  Srbsko a Černá Hora 83:61 (28:20, 48:34, 69:53)
26. září 2003 (17:15) – Patra

#### O 5. místo
Francie -  Belgie 94:75 (25:25, 44:40, 67:59)
28. září 2003 (15:30) – Patra

#### O 7. místo
Slovensko -  Srbsko a Černá Hora 68:67 (13:18, 26:37, 52:50)
26. září 2003 (13:15) – Patra

#### O 9. - 12. místo
Maďarsko -  Izrael 85:77 (20:15, 45:36, 67:61)
26. září 2003 (10:00) – Patra
 Řecko -  Ukrajina 76:68 (23:17, 47:28, 57:54)
26. září 2003 (12:15) – Patra

#### O 9. místo
Řecko -  Maďarsko 85:83 (16:25, 42:46, 67:65)
27. září 2003 (12:15) – Patra

#### O 11. místo
Ukrajina -  Izrael 107:87 (28:21, 54:44, 81:66)
27. září 2003 (10:00) – Patra

## Konečné pořadí
| Pořadí           | Tým         | Z | V | P | Skóre   | B  |
| ---------------- | ----------- | - | - | - | ------- | -- |
| Zlatá medaile    | Rusko       | 8 | 6 | 2 | 564:501 | 14 |
| Stříbrná medaile | Česko       | 8 | 7 | 1 | 663:523 | 15 |
| Bronzová medaile | Španělsko   | 8 | 7 | 1 | 593:523 | 15 |
| 4.               | Polsko      | 8 | 4 | 4 | 578:531 | 12 |
| 5.               | Francie     | 8 | 5 | 3 | 629:561 | 13 |
| 6.               | Belgie      | 8 | 3 | 5 | 578:649 | 11 |
| 7.               | Slovensko   | 8 | 4 | 4 | 554:571 | 12 |
| 8.               | Srbsko a ČH | 8 | 3 | 5 | 566:579 | 11 |
| 9.               | Řecko       | 7 | 3 | 4 | 482:513 | 10 |
| 10.              | Maďarsko    | 7 | 3 | 4 | 467:481 | 10 |
| 11.              | Ukrajina    | 7 | 1 | 6 | 476:526 | 8  |
| 12.              | Izrael      | 7 | 0 | 7 | 457:649 | 7  |